# Marilee Stepan
Pour les articles homonymes, voir Stepan.
Marilee Stepan de son vrai nom Marie Louise Stepan, née le 2 février 1935 à Chicago (Illinois) et morte le 15 décembre 2021 à Winnetka (Illinois) est une nageuse américaine spécialiste des épreuves de nage libre. Elle compte à son palmarès une médaille de bronze olympique.

## Biographie
Marilee Stepan remporte lors des Jeux olympiques d'été de 1952 à Helsinki la médaille de bronze en relais 4 × 100 mètres nage libre avec Jackie LaVine, Jody Alderson et Evelyn Kawamoto. Elle termine aussi à la septième place de la finale du 100 mètres nage libre.

## Palmarès

### Jeux olympiques
| Épreuve / Édition                | Helsinki 1952         |
| 100 mètres nage libre            | 7e 1 min 8 s 0        |
| Relais 4 × 100 mètres nage libre | Bronze · 4 min 30 s 1 |